# お笑い芸人大忘年会
『お笑い芸人大忘年会』（おわらいげいにんだいぼうねんかい）とは日本テレビで年末特番として放送されているバラエティ番組。　

## 概要
- 当初は単発として2時間半放送されたが、予想以上に好評であった為毎年恒例の年末特番となった。
- 「忘年会」の名目でお笑い芸人達が反省会を行うが、ギャラ･プライベートの話、暴露話などになってしまう。その年に週刊誌などに取り上げられたら必ず話題に上る。
- 出演者はほぼ毎年一緒であるが、その年にブレーク、話題となった芸人も出演する。
- 安田大サーカス･団長が褌姿となり熊、虎の捕まえ方とサーフィン講座をするのが恒例。放送出来ない程の下ネタである為、モザイク処理がなされている。

## 放送日時・出演者・内容

### 第1回（2004年）
- タイトル・若手お笑い芸人大忘年会!ネタに暴露にポロリもあるよSP
- 放送日時・2004年12月28日、23:50~25:20
- 司会・渡辺正行、森富美（日本テレビアナウンサー）
- 出演者・長井秀和、アメリカザリガニ、友近、スピードワゴン、はなわ、パペットマペット、波田陽区、鉄拳、アンジャッシュ、インスタントジョンソン、安田大サーカス、クワバタオハラ、ダーリンハニー、前田健、竹山隆範（カンニング）、赤いプルトニウム、きくりん、だいたひかる、ハローケイスケ、

### 第2回（2005年）
- タイトル・若手お笑い芸人勢揃い大忘年会SP
- 放送日時・2005年12月29日、23:00~24:30
- 司会・今田耕司
- 出演者・安田大サーカス、スピードワゴン、まちゃまちゃ、猫ひろし、ダンディ坂野、オリエンタルラジオ、アンジャッシュ、タカアンドトシ、東京ダイナマイト、インスタントジョンソン、前田健、竹山隆範（カンニング）、ホリ

### 第3回（2006年）
- タイトル・お笑い芸人大忘年会スペシャル2006
- 放送日時・2006年12月29日、21:00~22:54
- 司会・今田耕司、優香
- 特別ゲスト・貴乃花
- 出演者・安田大サーカス、ホリ、博多華丸・大吉、バナナマン、桜塚やっくん、ロバート、アンジャッシュ、ハリセンボン、ザ・たっち、まちゃまちゃ、中川家、ブラックマヨネーズ、森三中、ダンディ坂野、竹山隆範（カンニング）、オリエンタルラジオ、次長課長、サバンナ、東京03、東京ダイナマイト、ペナルティ、インスタントジョンソン、パッション屋良、クワバタオハラ、前田健、長井秀和、ほっしゃん。、エレキコミック、レイザーラモン、猫ひろし、宮川大輔

### 第4回（2016年）
- タイトル・人気芸人50人大集合!スキャンダルも大激白　無礼講の宴!大忘年会
- 放送日時・2016年12月14日、21:35~23:35
- 司会・千原ジュニア、佐藤栞里
- 芸能リポーター・駒井千佳子、佐々木博之
- 出演者・柴田英嗣（アンタッチャブル）、いとうあさこ、おかずクラブ、狩野英孝、小島よしお、ザブングル、三四郎、スピードワゴン、スリムクラブ、タイムマシーン3号、たんぽぽ、椿鬼奴、TKO、とにかく明るい安村、ドランクドラゴン、トレンディエンジェル、永野、なかやまきんに君、流れ星、バイきんぐ、博多華丸・大吉、ハマカーン、フォーリンラブ、藤本敏史（FUJIWARA）、メイプル超合金、横澤夏子、ライス、ロッチ、我が家